# Saison 1949-1950 de l'AS Saint-Étienne
Chronologie
Saison précédente Saison suivante
Cette page présente la saison 1949-1950 de l'AS Saint-Étienne. Le club joue le championnat de France de Division 1 ainsi que la Coupe de France.

## Résumé de la saison
- Pas mal de changements cette saison au niveau effectif. On peut noter l’arrivée en équipe première de René Domingo, futur grand capitaine de l’équipe. Mais ces changements auront peu d’effet sur les résultats qui sont moyens cette saison. Et des problèmes financiers vont ternir cette saison.
- Il y a eu, tout comme la saison passée quelques beaux cartons en termes de résultats, notamment dans les 12 premières journées.
- Pas de changement au sein de la direction :  Maître Perroudon est toujours président, tandis qu’Ignace Tax est toujours entraîneur. Ca sera sa dernière saison en tant qu’entraîneur de l’ASSE.

## Équipe professionnelle

### Transferts
Sont considérés comme arrivées, des joueurs n’ayant pas joué avec l’équipe 1 la saison précédente.
| Nom                | Nationalité | Poste     | Transfert     | Provenance/Destination   | Division   |
| ------------------ | ----------- | --------- | ------------- | ------------------------ | ---------- |
| Arrivées           |             |           |               |                          |            |
| Eugène Verbrugghe  |             | Gardien   | Transfert     | AS Cannes                | Division 2 |
| André Soulier      |             | Défenseur | Formé au club | -                        | -          |
| Jean De Cecco      |             | Milieu    | Transfert     | Lyon OU                  | Division 2 |
| Valentin Navarro   |             | Milieu    | Formé au club | -                        | -          |
| Romuald Castellani |             | Milieu    | Transfert     | Olympique d'Alès         | Division 2 |
| René Domingo       |             | Milieu    | Formé au club | -                        | -          |
| Koczur Ferry       |             | Milieu    | Formé au club | -                        | -          |
| Michel Rathier     |             | Milieu    | Formé au club | -                        | -          |
| Victor Gomez       |             | Attaquant | Transfert     | SCO Angers               | Division 2 |
| Guy Cury           |             | Milieu    | Formé au club | -                        | -          |
| Karel Michlowski   |             | Attaquant | Transfert     | SCO Angers               | Division 2 |
| Départs            |             |           |               |                          |            |
| Charles Davin      |             | Gardien   | -             | -                        | -          |
| André Calligaris   |             | Défenseur | Transfert     | Real Sociedad            | Division 1 |
| Jean Claustrat     |             | Défenseur | Transfert     | AS Monaco FC             | Division 2 |
| Victor Mathieu     |             | Défenseur | -             | -                        | -          |
| Miroslav Jankowski |             | Attaquant | Décédé        | -                        | -          |
| Jean Lauer         |             | Attaquant | Transfert     | Le Mans                  | Division 2 |
| Armand D'Hondt     |             | Milieu    | Transfert     | Troyes                   | Division 2 |
| Antoine Rodriguez  |             | Attaquant | Transfert     | FC Girondins de Bordeaux | Division 1 |
| Hector Scallon     |             | Attaquant | Transfert     | Lyon OU                  | Division 2 |
| Léon Alpsteg       |             | Attaquant | Transfert     | Olympique d'Alès         | Division 2 |
| Pablo Rodriguez    |             | Attaquant | -             | -                        | -          |

### Championnat

#### Matchs allers
| Date       | N o | Adversaire               | Lieu | Résultat | Buteurs pour Saint-Étienne                                   | Points | Classement |
| ---------- | --- | ------------------------ | ---- | -------- | ------------------------------------------------------------ | ------ | ---------- |
| 21/08/1949 | J01 | Lille OSC                | Dom. | 3 - 4    | Hanus 24e 38e, Michlowski 72e                                | 0      | 11         |
| 28/08/1949 | J02 | Toulouse FC              | Dom. | 3 - 0    | Michlowski 2e, Castellani 19e, Hanus 81e                     | 2      | 4          |
| 04/09/1949 | J03 | SO Montpellier           | Ext. | 1 - 1    | Cuissard 54e                                                 | 3      | 9          |
| 11/09/1949 | J04 | CO Roubaix-Tourcoing     | Ext. | 2 - 0    | -                                                            | 3      | 12         |
| 18/09/1949 | J05 | FC Nancy                 | Dom. | 3 - 5    | Castellani 10e, Alpsteg 49e , Hanus 50e                      | 3      | 16         |
| 22/09/1949 | J06 | FC Metz                  | Ext. | 1 - 4    | Gomez 2e 3e , Michlowski 29e 51e                             | 5      | 12         |
| 25/09/1949 | J07 | FC Girondins de Bordeaux | Ext. | 5 - 2    | Gomez 28e, Castellani 37e                                    | 5      | 13         |
| 02/10/1949 | J08 | OGC Nice                 | Dom. | 2 - 0    | Michlowski 21e, Ferry 23e                                    | 7      | 11         |
| 16/10/1949 | J09 | Stade rennais UC         | Dom. | 2 - 2    | Gomez 12e, Ferry 41e                                         | 8      | 11         |
| 23/10/1949 | J10 | FC Sochaux               | Ext. | 6 - 2    | Michlowski 11e, Gomez 48e                                    | 8      | 11         |
| 06/11/1949 | J11 | RC Strasbourg            | Dom. | 5 - 0    | Gomez 46e, Alpsteg 70e (pen.) 77e (pen.), Castellani 73e 81e | 10     | 10         |
| 20/11/1949 | J12 | Stade de Reims           | Ext. | 0 - 0    | -                                                            | 11     | 11         |
| 27/11/1949 | J13 | RC Paris                 | Dom. | 1 - 1    | Alpsteg R 12e                                                | 12     | 11         |
| 04/12/1949 | J14 | Stade français-Red Star  | Ext. | 2 - 2    | Ferry 18e, Michlowski 62e                                    | 13     | 10         |
| 18/12/1949 | J15 | Olympique de Marseille   | Ext. | 2 - 0    | Rodriguez 19e                                                | 13     | 12         |
| 25/12/1949 | J16 | FC Sète                  | Dom. | 1 - 0    | Gomez 79e                                                    | 15     | 9          |
| 01/01/1950 | J17 | RC Lens                  | Dom. | 2 - 0    | Domingo 11e 26e                                              | 17     | 7          |

#### Matchs retours
| Date       | N o | Adversaire               | Lieu | Résultat | Buteurs pour Saint-Étienne                               | Points | Classement |
| ---------- | --- | ------------------------ | ---- | -------- | -------------------------------------------------------- | ------ | ---------- |
| 15/01/1950 | J18 | Toulouse FC              | Ext. | 2 - 0    | -                                                        | 17     | 8          |
| 22/01/1950 | J19 | SO Montpellier           | Dom. | 5 - 1    | Gomez 15e, Castellani 32e, Ferry 52e, Michlowski 68e 85e | 19     | 7          |
| 05/02/1950 | J20 | CO Roubaix-Tourcoing     | Dom. | 0 - 0    | -                                                        | 20     | 7          |
| 12/02/1950 | J21 | FC Nancy                 | Ext. | 2 - 1    | Michlowski 88e                                           | 20     | 10         |
| 16/02/1950 | J22 | FC Metz                  | Dom. | 1 - 3    | Huguet 90e                                               | 20     | 11         |
| 19/02/1950 | J23 | FC Girondins de Bordeaux | Dom. | 1 - 1    | Castellani 37e                                           | 21     | 10         |
| 05/03/1950 | J24 | OGC Nice                 | Ext. | 1 - 1    | Ferry 31e                                                | 22     | 11         |
| 12/03/1950 | J25 | Stade rennais UC         | Ext. | 3 - 1    | Domingo 77e                                              | 22     | 11         |
| 23/03/1950 | J26 | Lille OSC                | Ext. | 3 - 1    | Ferry 56e                                                | 22     | 12         |
| 26/03/1950 | J27 | FC Sochaux               | Dom. | 1 - 0    | Michlowski 5e                                            | 24     | 12         |
| 09/04/1950 | J28 | RC Strasbourg            | Ext. | 1 - 3    | Castellani 27e, Ferry 32e, Gomez 87e                     | 26     | 12         |
| 06/04/1950 | J29 | Stade de Reims           | Dom. | 1 - 2    | Michlowski 34e                                           | 26     | 12         |
| 23/04/1950 | J30 | RC Paris                 | Ext. | 4 - 3    | Michlowski 14e 46e, Ferry 26e                            | 26     | 13         |
| 30/04/1950 | J31 | Stade français-Red Star  | Dom. | 2 - 0    | Michlowski 50e, Castellani 77e                           | 28     | 13         |
| 07/05/1950 | J32 | RC Lens                  | Ext. | 2 - 4    | Alpsteg 26e, Castellani 38e 71e, Gomez 89e               | 30     | 12         |
| 14/05/1950 | J33 | Olympique de Marseille   | Dom. | 2 - 0    | Michlowski 32e, Castellani 40e                           | 32     | 11         |
| 21/05/1950 | J34 | FC Sète                  | Ext. | 2 - 0    | -                                                        | 32     | 11         |

#### Classement final
| Rang | Équipe                     | Pts | J  | G  | N  | P  | Bp | Bc  | GA    |
| ---- | -------------------------- | --- | -- | -- | -- | -- | -- | --- | ----- |
| 1    | FC Girondins de Bordeaux P | 51  | 34 | 21 | 9  | 4  | 88 | 40  | 2,200 |
| 2    | Lille OSC                  | 45  | 34 | 20 | 5  | 9  | 79 | 44  | 1,795 |
| 3    | Stade de Reims T S C       | 44  | 34 | 18 | 8  | 8  | 62 | 47  | 1,319 |
| 4    | Toulouse FC                | 42  | 34 | 16 | 10 | 8  | 65 | 41  | 1,585 |
| 5    | OGC Nice                   | 39  | 34 | 16 | 7  | 11 | 67 | 52  | 1,288 |
| 6    | FC Sochaux                 | 38  | 34 | 16 | 6  | 12 | 65 | 51  | 1,275 |
| 7    | RC Paris                   | 36  | 34 | 14 | 8  | 12 | 67 | 56  | 1,196 |
| 8    | Olympique de Marseille     | 35  | 34 | 13 | 9  | 12 | 56 | 60  | 0,933 |
| 9    | Stade rennais UC           | 34  | 34 | 12 | 10 | 12 | 64 | 58  | 1,103 |
| 10   | CO Roubaix-Tourcoing       | 33  | 34 | 9  | 15 | 10 | 49 | 46  | 1,065 |
| 11   | AS Saint-Étienne           | 32  | 34 | 12 | 8  | 14 | 60 | 58  | 1,034 |
| 12   | FC Nancy                   | 31  | 34 | 12 | 7  | 15 | 52 | 58  | 0,897 |
| 13   | RC Strasbourg              | 31  | 34 | 11 | 9  | 14 | 46 | 73  | 0,630 |
| 14   | FC Sète                    | 29  | 34 | 12 | 5  | 17 | 59 | 72  | 0,819 |
| 15   | RC Lens P                  | 26  | 34 | 9  | 8  | 17 | 49 | 68  | 0,721 |
| 16   | Stade français-Red Star    | 26  | 34 | 9  | 8  | 17 | 51 | 71  | 0,718 |
| 17   | SO Montpellier             | 23  | 34 | 10 | 3  | 21 | 50 | 87  | 0,575 |
| 18   | FC Metz                    | 17  | 34 | 5  | 7  | 22 | 53 | 100 | 0,530 |

Victoire à 2 points
Résultat
- Champion de France 1949-1950, qualifié pour la Coupe Latine
- Vice-champion de France 1949-1950

Relégation
- 17e et 18e : relégation en Division 2

Abréviations
T : Tenant du titre

S : Vainqueur de la Supercoupe de France 1949

C : Vainqueur de la Coupe de France 1949-50

P : Promus de Division 2
- En cas d'égalité entre deux clubs, le premier critère de départage est la moyenne de buts.
- Montent en D1 : Nîmes Olympique, Le Havre AC

### Coupe de France

#### Tableau récapitulatif des matchs
| Date       | N o              | Adversaire | Lieu | Résultat | Buteurs pour Saint-Étienne | Suite    |
| ---------- | ---------------- | ---------- | ---- | -------- | -------------------------- | -------- |
| 08/01/1950 | 32èmes de finale | Lille OSC  | -    | 1 - 3    | Ferry                      | Éliminés |

### Statistiques

#### Buteurs
| Place | Nom                | Division 1 | Coupe de France | TOTAL des BUTS |
| 1     | Karel Michlowski   | 16 buts    | -               | 16 buts        |
| 2     | Romuald Castellani | 12 buts    | -               | 12 buts        |
| 3     | Victor Gomez       | 10 buts    | -               | 10 buts        |
| 4     | Koczur Ferry       | 8 buts     | 1 but           | 9 buts         |
| 5     | René Alpsteg       | 5 buts     | -               | 5 buts         |
| 6     | René Hanus         | 4 buts     | -               | 4 buts         |
| 7     | René Domingo       | 3 buts     | -               | 3 buts         |
| 8     | Antoine Cuissard   | 1 but      | -               | 1 but          |
| 8     | Guy Huguet         | 1 but      | -               | 1 but          |
| Total | 9 buteurs          | 60 buts    | 1 but           | 61 buts        |

Date de mise à jour : le 3 octobre 2014.

#### Affluences
Affluence de l'AS Saint-Étienne à domicile

### Équipe de France
2 Stéphanois aura les honneurs de l’Équipe de France cette année Guy Huguet et Antoine Cuissard qui auront chacun respectivement 2 et 3 sélections en Équipe de France cette saison-là.
| Joueurs          | Position  | Date       | Lieu     | Adversaire      | Score | Temps de jeu | Buts |
| Guy Huguet       | Défenseur | 13.11.1949 | Colombes | Tchécoslovaquie | 1 - 0 | 90           | -    |
| Guy Huguet       | Défenseur | 27.05.1950 | Colombes | Écosse          | 0 - 1 | 90           | -    |
| Antoine Cuissard | Milieu    | 13.11.1949 | Colombes | Tchécoslovaquie | 1 - 0 | 90           | -    |
| Antoine Cuissard | Milieu    | 11.12.1949 | Florence | Yougoslavie     | 2 - 3 | 90           | -    |
| Antoine Cuissard | Milieu    | 27.05.1950 | Colombes | Écosse          | 0 - 1 | 90           | -    |